# هیام عباس
هیام عباس (زاده ۳۰ نوامبر، ۱۹۶۰) هنرپیشه و کارگردان اسرائیلی عرب‌تبار از نسل فلسطینی‌ها است
که به خاطر بازی در فیلم‌های عروس سوری (۲۰۰۴) و درخت لیمو (۲۰۰۸) مشهور است.

## زندگی
هیام در خانواده‌ای مسلمان در ناصره به دنیا آمد و در روستای دیر حنا پرورش یافت. از دهه ۸۰ میلادی در پاریس زندگی می‌کند.
با بازی در فیلم حیفا (۱۹۹۶) وارد دنیای سینما شد و با ایفای نقش کوچکی که در فیلم مونیخ (۲۰۰۵) داشت وارد سینمای هالیوود شد.

## فیلم‌ها
هیام عباس هنرپیشگی را با بازی در فیلم کوتاهی به نام نان آغاز کرد. هیام در فیلمهای مهمان (۲۰۰۸) به کارگردانی تامس مک‌کارتی، عروس سوری (۲۰۰۴) و درخت لیمو (۲۰۰۸) به کارگردانی اران ریکلیس و میرال (۲۰۱۰) ایفای نقش کرده‌است. از فیلم‌های معروف او می‌توان به بازی در فیلم باغ‌وحش انسانی، داستان تولد، طعم شگفتی‌ها، میرال و خروج: خدایان و پادشاهان اشاره کرد.

### حرفه سینما
عباس برای بازی در ساتن قرمز (۲۰۰۲)، هیفا (۱۹۹۶)، بهشت اکنون (۲۰۰۵)، عروس سوری (۲۰۰۴)، منطقه آزاد (۲۰۰۵)، طلوع جهان (۲۰۰۸)، بازدیدکننده (۲۰۰۸) شناخته شده‌است. درخت لیمو (۲۰۰۸)، هر روز تعطیل است (۲۰۰۹) و آمریکا (۲۰۰۹). در فیلم اسپیلبرگ که واکنش به کشتار مونیخ را به تصویر می‌کشد، به عنوان مشاور گویش و بازیگری نیز خدمت می‌کرد. او دو فیلم کوتاه لوپین (۲۰۰۱) و رقص ابدی (۲۰۰۴) را کارگردانی کرد. او هند الحسینی بشردوستانه را در فیلم میرال (۲۰۱۰) ساخته جولیان اشنابل بر اساس زندگی حسینی و یتیم خانه اش به تصویر می‌کشد. در سال ۲۰۰۲، او در ساتن روژ ساخته راجا آماری ظاهر شد، فیلمی دربارهٔ خودیابی یک بیوه میانسال تونسی. عباس در فیلم‌های فرانسوی کیسه آرد و زمان گلوله ظاهر شد. او در سال ۲۰۰۸ نقش مادر یک مهاجر غیرقانونی سوری را در فیلم مهمان تام مک‌کارتی و در فیلم طلوع جهان ساخته عباس فهدل نقش مادر یک سرباز عراقی را بازی کرد. همچنین در سال ۲۰۰۸، او نقش اصلی را در فیلم درخت لیمو (Etz Limon به عبری) اثر کارگردان اسرائیلی اران ریکلیس بازی کرد. او برای این نقش برنده بهترین نقش آفرینی یک بازیگر زن در جوایز اسکرین آسیا پاسیفیک در سال ۲۰۰۸ شد. جیم جارموش در فیلم «محدودیت‌های کنترل» در سال ۲۰۰۹، در نقش راننده، یکی از عبارات اصلی فیلم را به عربی کلاسیک می‌خواند: «کسی که فکر می‌کند از بقیه بزرگتر است، باید به قبرستان برود. زندگی واقعاً همین است." عباس همچنین در بطری در دریای غزه (۲۰۱۱)، فیلمی فرانسوی- کبکویی- اسرائیلی به تهیه کنندگی تیری بینیستی ظاهر می‌شود. این بر اساس رمان بزرگسالان جوان یک بطری در دریای غزه نوشته والری زناتی است. او نقش مادر نعیم را بازی می‌کند. در سال ۲۰۱۲، او به عنوان یکی از اعضای هیئت داوران مسابقه اصلی در جشنواره فیلم کن ۲۰۱۲ انتخاب شد. او اولین فیلم بلند کارگردانی خود را با میراث در سال ۲۰۱۲ انجام داد. در سال ۲۰۱۷ او در فیلم بلید رانر ۲۰۴۹ نقش فریسا، رئیس جنبش آزادی تکرارکننده را بازی کرد. عباس همچنین در چهار برنامه تلویزیونی بازی کرده‌است: قول (۲۰۱۱)، دولت (۲۰۱۷)، جانشینی (۲۰۱۸-اکنون) و رامی(۲۰۱۹-اکنون).